# Крим
Крим (рус. Крым; укр. Крим; кт. Qırım) је полуострво са спорним статусом. Полуострво је под фактичком контролом Русије и, према руском гледишту, политички је подељено на два субјекта Руске Федерације, Републику Крим и град са федералним статусом Севастопољ (оба субјекта су део Јужног федералног округа). Украјина Крим сматра делом своје територије и не признаје његово припајање Русији. Према украјинском уставу, Кримско полуострво се налази у саставу Украјине, а политички је подељено на Аутономну Републику Крим и град Севастопољ, који има посебан статус.
До марта 2014. године, подручје Крима је било у саставу Украјине, али су посланици у парламенту Аутономне Републике Крим декларацијом о независности Крима 11. марта 2014. прогласили независност Крима од Украјине (у чему су учествовали и представници града Севастопоља), док су на референдуму који је одржан 16. марта 2014, становници Крима гласали за припајање Крима Русији. Украјина није признала резултате овог референдума, као ни његову легалност. 17. марта 2014. године, Врховни совјет Крима усвојио је резолуцију о независности од Украјине и обратио се Русији за пријем Републике Крим у састав Руске Федерације, да би 18. марта 2014. Република Крим ушла у састав Руске Федерације, на основу споразума који су потписали руски председник Владимир Путин и кримски лидери. Град Севастопољ је истог дана такође постао део Руске федерације, као град са федералним статусом.

## Положај
Крим се налази на северној обали Црног мора, уз западну обалу Азовског мора. Површина целог полуострва је 27.000 km². Обала овог полуострва је испрекидана са неколико већих увала и поморских лука. Поморске луке се налазе у ували Каркинит на западу, а на југозападу у отвореној Каламитској ували. У Каламитској ували се налазе луке града Евпаторије и Севастопоља. Са северне стране се налази Арабатска увала, док је са источне стране Керчанска увала. На југу Крима се, такође, налази позната лука Феодосија, у истоименој ували.

## Клима
Већи део територије полуострва Крим има континенталну климу, изузев крајњег југа где под утицајем Црног мора преовлађује суптропска клима. Лета су поприлично топла са температуром до 30 °C. Зиме су умерено хладне са температурама које не падају испод -4 °C. Количина падавина на Криму у просеку досеже 400 mm годишње, али је на југу тај број удвостручен, посебно на подручју града Јалте где има око 1.050 mm падавина годишње. Крим је одувијек био атрактивна туристичка локација Украјинаца и Руса из некадашњег Совјетског Савеза.

## Историја

### Антички период
Таурика односно Таурида је било име употребљавано за Крим још од античког доба, а током историје насељавали су га разни народи. У 12. веку пре наше ере Крим су населили Кимерани, које су Скити истиснули у 7. веку п. н. е. Унутрашње области Крима су остале под контролом Скита, док су јужну планинску обалу насељавали Таури, потомци Кимерана. Први грчки колонисти су стигли на Крим у 8. и 7. веку п. н. е. Грчки колонисти су насељавали колоније дуж обале полуострва, од којих је најважнија била Херсонес Тауријски, основана 422. п. н. е., код данашњег Севастопоља.
У 5. век пре наше ере грчки градови на источном Криму постали су део Босфорског краљевства. Након тога, Скити из Придњепровља су центар своје државе преселили на Крим. Вођа Скита Скилпур и његов син Палак су крајем 2. века п. н. е. напали грчке колоније у борби за приморске градове. На страну Грка ступио је понтски цар Митридат VI Еупатор, који је победио Ските, а грчке градове укључио у Понтско краљевство. После Митридовог пораза у ратовима, источна Таурика је постала део Босфорског краљевства, вазалне државе Римске републике.
У 1. веку наше ере бележи се долазак Сармата на Крим. Скити долазе под управу Босфора, Рима и Сармата. 3. век наше ере бележи процват трговине, а средином тог века бележи се долазак Гота, који почињу са пиратством у Црном мору. У 4. веку, Крим је био део Ерманарихове Остроготске државе, а потом део Хунског каганата.

### Средњи век
У 4. веку Крим долази под византијску власт, али делове Крима заузимају Бугари (4. век) и Хазари (7. век). Под влашћу Византије, међутим, остају јужни делови Крима, укључујући град Херсонес (Херсон). Између 9. и 13. века, на овом подручју је постојала византијска Тема Херсон. У 10. веку, источни Крим постаје део кнежевине Тмутаракан, која је била у саставу Кијевске Русије. 988. године руски кнез Владимир I Кијевски прихвата православно хришћанство у граду Херсонес, што је била историјска прекретница у развоју Кијевске Русије. 10. век обележава и расељавање Хазара по руским степама, а Крим потом насељавају Печенези. У 11. веку Крим нападају Кипчаци, турско племе пореклом са подручја реке Об у Сибиру. Од тог времена, византијска власт у овом региону слаби, а напади разних племена на ово подручје постају све чешћи. 1239. године Крим заузимају Монголи под Бату каном, а ово подручје потом постаје део државе Златне хорде. Мањи приобални делови Крима су се тада нашли под контролом Венеције и Ђенове. У 14-15. веку је на делу Крима постојала Кнежевина Теодоро, чији је службени језик био грчки, а у којој су живели остаци некадашњих становника Крима - Грка, Гота, Алана, Бугара, итд. 1441. године се формира независни Кримски канат, који већ 1475. постаје вазал Османског царства. Јужни делови Крима тада нису били у саставу вазалног Кримског каната, већ су директно укључени у Османско царство и организовани као Кефски ејалет.

### Нови век
1772. Кримски канат постаје поново независан од Османског царства, што је била последица Руско-турских ратова из 1768—1774. 1783. године, Руска империја анектира цео Крим, а 1784. се овде формира Тауридска област. Након тога, Крим 1796. улази у састав Новоросијске губерније, а потом се 1802. успоставља Тауридска губернија.
Следи дуги низ година у коме ова област има стабилан развој, све до 1853. године и Кримског рата између Русије и западне алијансе.

### Совјетски период
Кримски Татари су 1917. године прогласили Кримску Народну Републику, да би 1918. године била формирана Совјетска Социјалистичка Република Таурида. Затим је исте године успостављена Кримска регионална влада, а потом, 1919. године, Кримска Совјетска Социјалистичка Република. Подручје је затим било под контролом снага руске Беле армије и управом Владе Јужне Русије. Значајне промене, како у саставу становништва, тако и у управи над територијом, бележе се након доласка комуниста. 18. октобра 1921. образована је Кримска Аутономна Совјетска Социјалистичка Република у саставу Руске СФСР и Совјетског Савеза. Августа 1941. врши се масовна депортација кримских Немаца, али након тога долази до окупације Крима од стране нациста. Тада Крим постаје део нацистичког Рајхскомесаријата Украјина. После Другог светског рата врше се масовне депортације Татара, Бугара и Јермена из ове области. 1945. године се у саставу совјетске Русије формира Кримска област. 19. фебруара 1954. Никита Хрушчов за 300. годишњицу Перејаславског споразума одваја Крим од совјетске Русије и припаја га совјетској републици Украјини.

### Период након распада Совјетског Савеза
Распадом Совјетског Савеза 1991. године, Украјина је постала независна држава. Између 1992. и 1995. године, Крим је био самопроглашена полунезависна република, која се противила централним властима Украјине. Након тога, власти Крима су приморане да прихвате статус аутономне републике у Украјини.

### Криза из 2014. године
Као последицу немира у Украјини почетком 2014. године и свргавања про-руских украјинских власти, кримски парламент је за 16. март расписао референдум о будућем статусу Крима. Посланици су изгласали да се распусти тадашња регионална влада, која је подржала нове привремене власти у Кијеву, и да се на референдуму одлучује о томе да ли да Крим постане део Руске Федерације или да се на снагу врати устав Републике Крим из 1992. године.

Дана 11. марта 2014. године, кримски парламент је усвојио декларацију о независности Републике Крим, док су на референдуму који је одржан 16. марта 2014, становници Крима гласали за припајање Крима Русији. 17. марта 2014. године, Врховни совјет Крима усвојио је резолуцију о независности од Украјине и обратио се Русији за пријем Републике Крим у састав Руске Федерације, да би 18. марта 2014. Република Крим ушла у састав Руске Федерације, на основу споразума који су потписали руски председник Владимир Путин и кримски лидери. Град Севастопољ је истог дана такође постао део Руске Федерације, као град са федералним статусом.

## Становништво
Средњовековни становници Крима су били словенског, германског, ромејског (грчког) или туркијског порекла. Најзначајнији народи током историје Крима су били Грци, Скити, Готи и словенски и туркијски народи. У 14. веку велики део пређашњег становништва је асимилован у татарску заједницу која прихвата исламску веру, губећи свој хришћански идентитет. Због тога је на Криму присутна изразита мултикултуралност и разноликост народа.
Према званичном попису становништва у Украјини из 2001. године, у Аутономној Републици Крим је живело 2.024.056 становника. Посљедње незваничне процене из 2013. године указују да на овом подручју данас живи 1.967.119 становника. Етнички састав Крима је остао релативно непромијењен током новије историје. Већину становништва овог подручја од 58,5% чине етнички Руси (једним делом досељени након Другог светског рата), а потом следе Украјинци са 24,3%, Кримски Татари са 12,1%, Белоруси са 1,4% и Јермени са 1,1% (подаци за територију Републике Крим односно бивше Аутономне Републике Крим без Севастопоља). У Севастопољу Руси чине 72% становништва.
| Националност   | 1989. (Кримска област) | 2001. (АР Крим) | Матерњи језик         | 2001. (АР Крим) |
| Руси           | 65,6%                  | 58,5%           | Руски језик           | 77,0%           |
| Украјинци      | 26,7%                  | 24,4%           | Кримскотатарски језик | 11,4%           |
| Кримски Татари | 1,9%                   | 12,1%           | Украјински језик      | 10,1%           |
| Белоруси       | 2,1%                   | 1,5%            | остали језици         | 1,5%            |
| Татари         | 0,5%                   | 0,5%            |                       |                 |
| Јермени        | 0,1%                   | 0,4%            |                       |                 |
| Јевреји        | 0,7%                   | 0,2%            |                       |                 |
| Пољаци         | 0,3%                   | 0,2%            |                       |                 |
| Молдавци       | 0,3%                   | 0,2%            |                       |                 |
| Азери          | 0,1%                   | 0,2%            |                       |                 |

Део Кримских Татара се вратио на полуострво Крим из средишње Азије након осамостаљења Украјине, па их данас на Криму живи око 250.000. Они уједно представљају и једину већу муслиманску заједницу на овом подручју. Јевреји, Немци и други народи не прелазе 1% кримске популације. Посљедњих деценија број становника на полуострву Крим бележи пад због пораста смртности старије популације у односу на број рођених.
По подацима из 1795. године, 87,6% становништва Крима су чинили Кримски Татари, да би по подацима из 1897. било 35,6% Кримских Татара и 33,1% Руса. По подацима из 1917. године, Руса је било 41,2%, а Кримских Татара 28,7%, да би по подацима из 1944. Руси чинили апсолутну већину од 75%. Након тога, проценат Руса је био у опадању, да би достигао 58,3% 2001. године.